# 石橋楽器店
株式会社石橋楽器店（いしばしがっきてん、英: Ishibashi Music Corporation）は、日本の楽器小売店である。「イシバシ楽器」の屋号で店舗展開をしている。

## 概要
東京(御茶ノ水4店舗、渋谷、新宿、池袋)、神奈川（横浜）愛知（名古屋栄）、大阪（梅田、心斎橋）、福岡に10店舗、12拠点を構えている楽器チェーン店。
ネット通販は1996年から開始。自社ドメインでのECサイトの他、楽天市場、Yahoo!ショッピング、Amazon.co.jp、ヤフオク!にも出店している。

## 沿革
創業からの沿革。
- 1938年06月：千代田区神田駿河台に楽器古物等を扱う店として創業
- 1950年　　：「石橋楽器店」と改称
- 1953年01月：資本金30万円で有限会社石橋楽器店設立
- 1973年03月：資本金1000万円で株式会社石橋楽器店に改組
- 1973年04月：お茶の水に電気楽器専門店ロックサイドを出店
- 1976年04月：渋谷公園通りに渋谷店を出店
- 1979年02月：お茶の水にキーボード・マートを出店
- 1981年02月：新宿通り伊勢丹先に新宿店を出店
- 1986年04月：池袋サンシャイン通りに池袋店を出店
- 1988年01月：横浜店(神奈川)を出店
- 1989年11月：心斎橋店(大阪)を出店
- 1991年10月：心斎橋店を､心斎橋パルコ内に移転オープン
- 1994年03月：池袋店を､池袋P'パルコ内に移転オープン
- 1995年07月：渋谷店をカプリビルに移転オープン
- 1996年10月：インターネットWeb Shopを開設
- 1997年12月：川越店(埼玉)を出店
- 2000年11月：名古屋栄店(愛知)を出店
- 2001年11月：御茶ノ水ブックサイド移転、買取りセンターを設置
- 2003年06月：横浜店を増床リニューアル
- 2003年07月：新宿店を増床リニューアル
- 2004年11月：渋谷店を渋谷BEAM内移転増床リニューアル
- 2005年04月：名古屋栄店をスカイルビルに移転オープン。大人の音楽教室「レゾン」開講
- 2005年10月：梅田店(大阪)をNU chayamachi内にオープン
- 2007年03月：川越店(埼玉)を川越modi内移転増床リニューアル。大人の音楽教室「レゾン」開講
- 2008年05月：池袋店（東京）をリニューアル
- 2009年08月：御茶ノ水地区店をリニューアル
- 2009年10月：渋谷店を増床
- 2010年03月：福岡店を福岡パルコ内にオープン
- 2011年04月：心斎橋店をアメリカ村に移転オープン
- 2011年10月：梅田店をリニューアル
- 2011年11月：上海市（中国）に、100%出資の現地法人、上海意希芭世楽器有限公司を設立
- 2012年04月：上海店（中国）を出店（現地法人運営）
- 2014年09月：御茶ノ水地区店をリニューアル。御茶ノ水ドラム館オープン
- 2015年08月：横浜店を移転リニューアルオープン
- 2016年06月：町田店(東京)を移転リニューアルオープン
- 2017年07月：御茶ノ水地区店をリニューアル。御茶ノ水ドラム館は御茶ノ水本店SOUTHに店名を変更
- 2018年01月：御茶ノ水本店 FINEST GUITARSをオープン
- 2018年04月：御茶ノ水本店 HARVEST GUITARSをオープン
- 2018年09月：御茶ノ水本店SOUTHはU-BOX MEGA STOREに店名を変更
- 2020年03月：御茶ノ水ROCK SIDE(東京)をリニューアルオープン
- 2020年03月：御茶ノ水ドラム館(東京)を移転リニューアルオープン

## 自社ブランド
- ERANAN GUITAR

## 輸入代理店ブランド
- Cole Clark(コールクラーク) - オーストラリアのギターメーカー。オーストラリアンウッドを材料に使用したモデルが特長的。